# أورشوفا

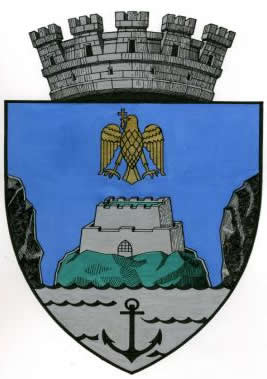
شعار المدينة

أورشوفا, مدينة جنوبي غربي رومانيا (بالرومانية: Orşova, بالألمانية: Orschowa, بالصربية: Оршава) تقع في محافظة مهيدينتس . تقع على البحيرة الاصطناعية المتشكلة خلف السد الحديدي (بوابة حديدية) على نهر الدانوب . حيث تعتبر أيضا نقطة حدودية بين رومانيا وصربيا
تبعد عن دروبيتا تورنو سيفيرين (مركز المحافظة) 26 كم، وعن بوخارست 363 كم. عدد السكان 13.000 نسمة (2002).

## معرض صور

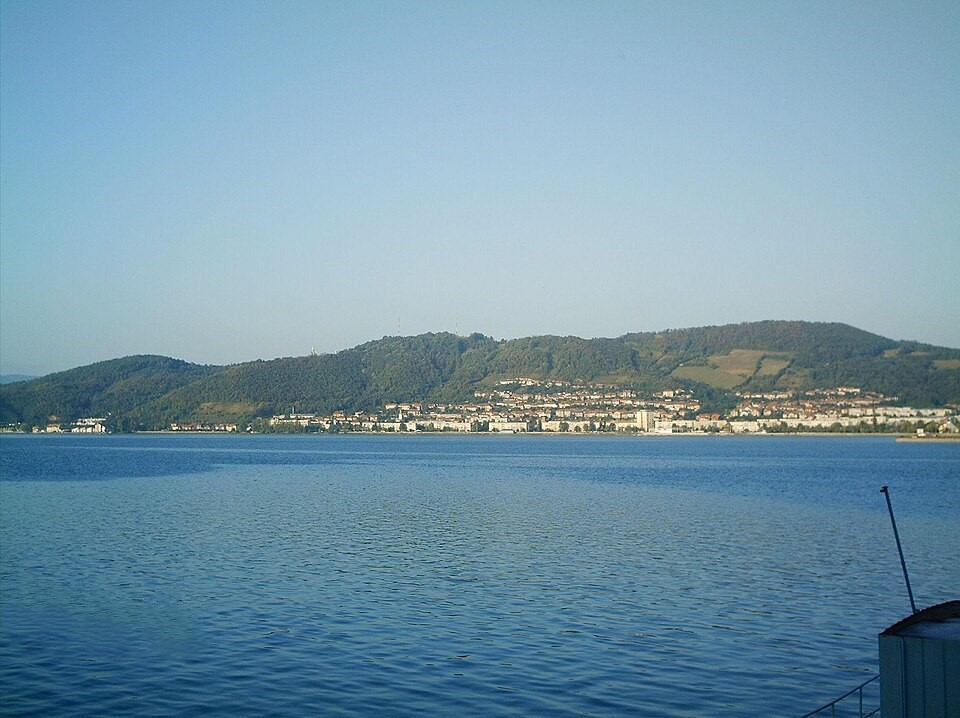
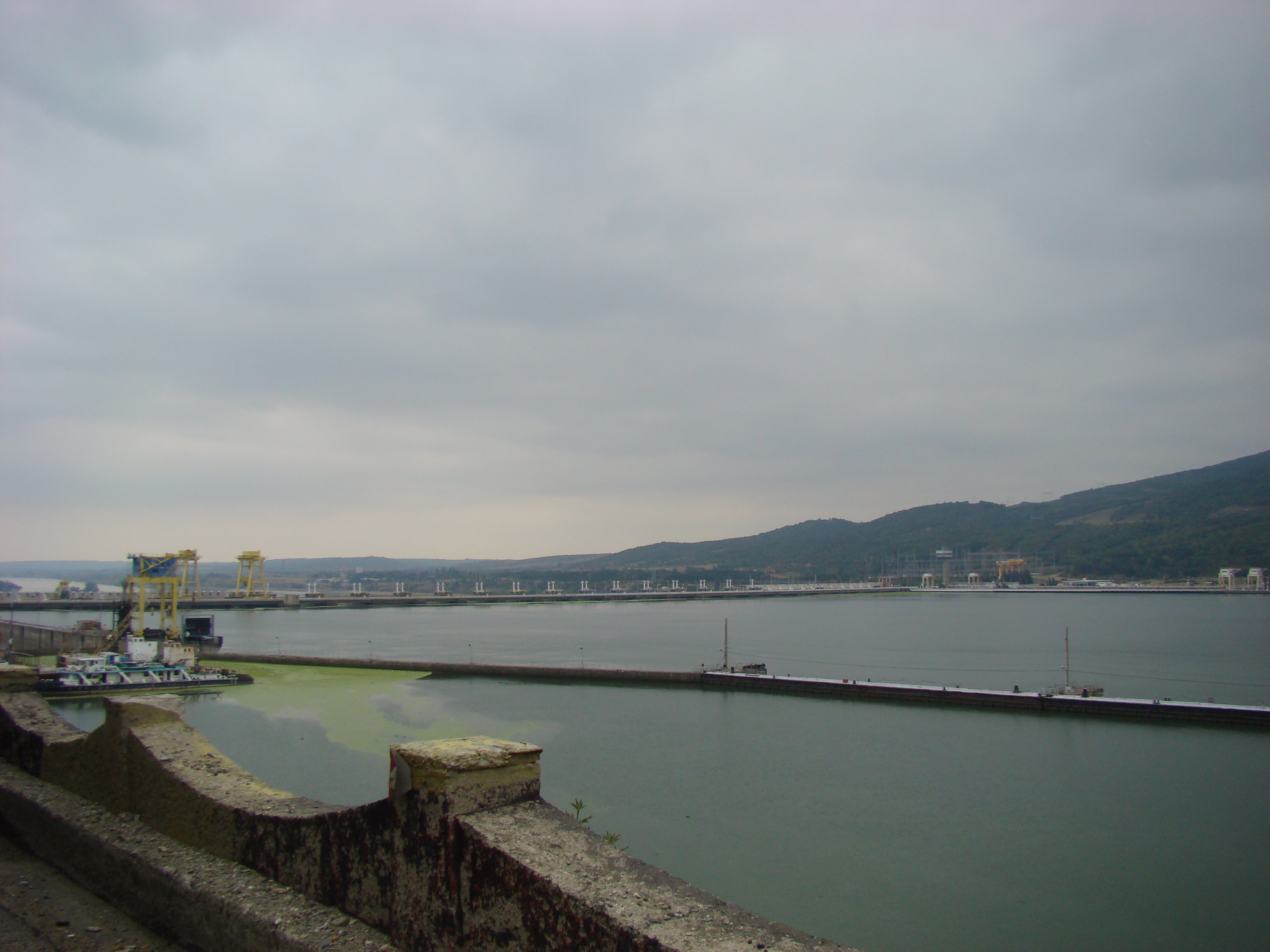
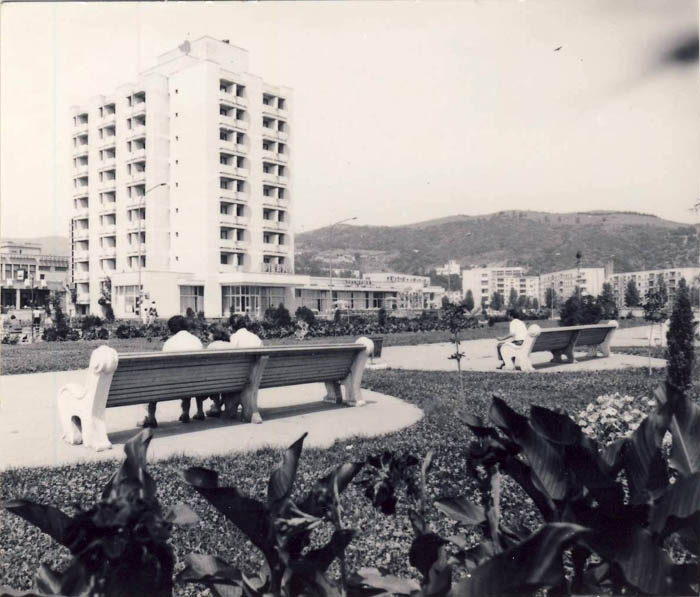
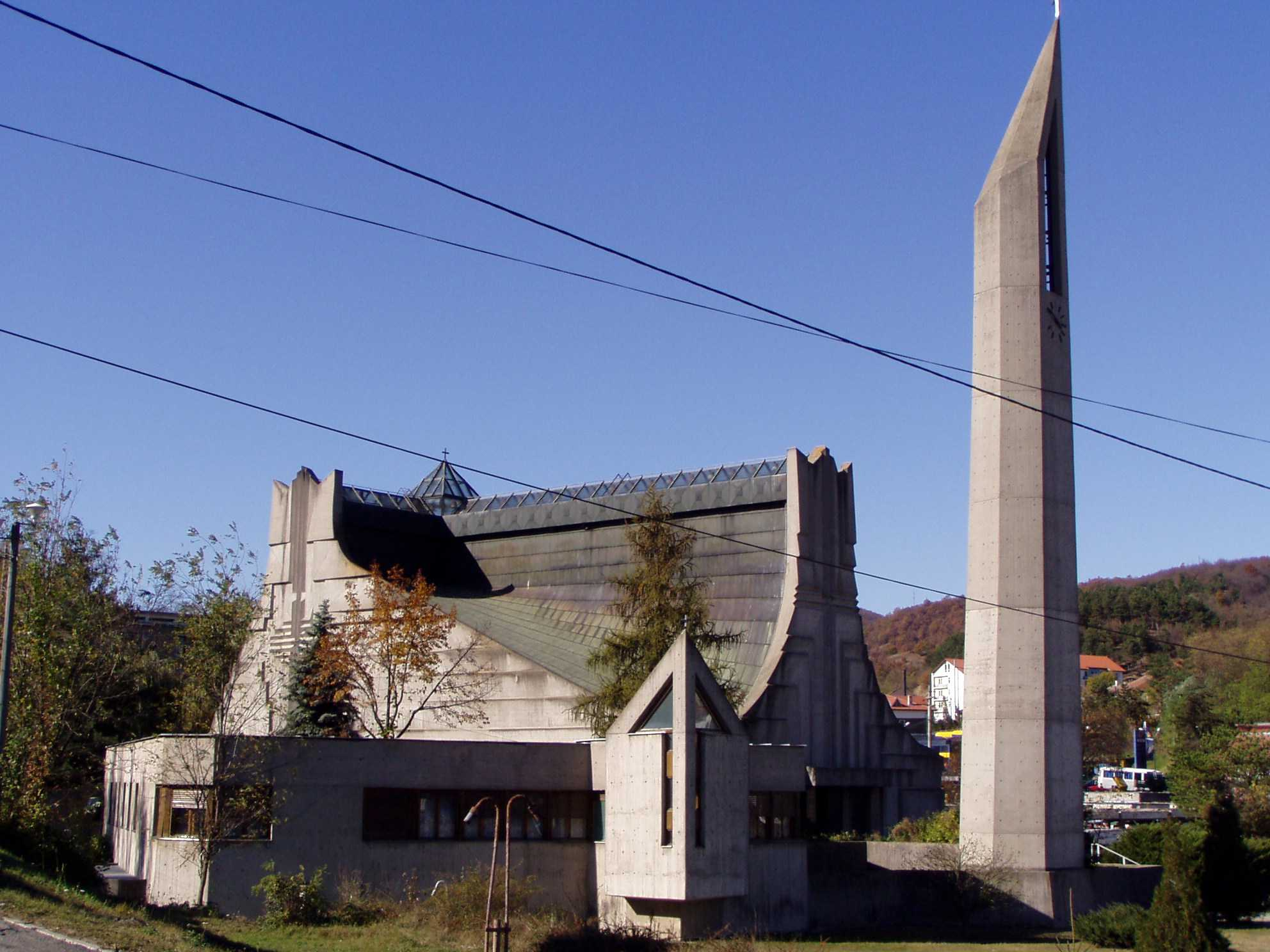